# Kunsthalle Bern

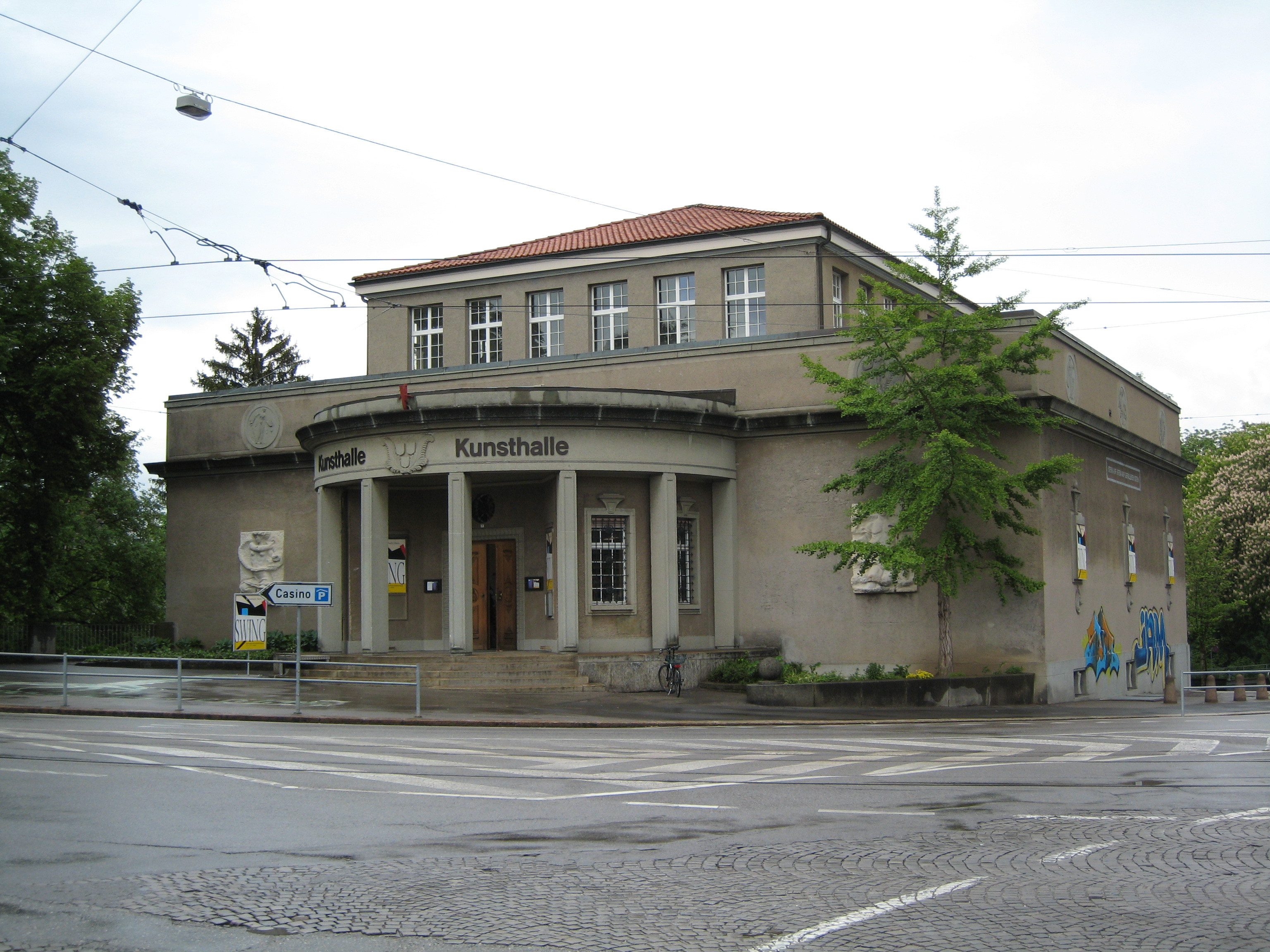
Kunsthalle Bern

De Kunsthalle Bern is een kunsthal annex expositieruimte aan de Helvetiaplatz in de Zwitserse hoofdstad Bern.

## Geschiedenis
De kunsthal werd op initiatief van het Verein der Kunsthalle Bern gebouwd in de jaren 1917 en 1918 en op 5 oktober 1918 voor het publiek geopend. De kunsthal organiseert tentoonstellingen van internationale, hedendaagse kunst en kreeg bekendheid door solo-exposities van Zwitserse en internationale hedendaagse kunstenaars, zoals onder anderen:
- Paul Klee
- Christo
- Alberto Giacometti
- Henry Moore
- Jasper Johns
- Sol LeWitt
- Bruce Nauman
- Daniel Buren
- Hanne Darboven